# Charles Williams (boxe anglaise)
Pour les articles homonymes, voir Charles Williams et Williams.
Charles Williams est un boxeur Américain né le 2 juin 1962 à Colombus, Ohio.

## Carrière
Passé professionnel en 1978, il devient champion des États-Unis des poids mi-lourds en 1986 puis champion du monde WBA de la catégorie le 29 octobre 1987 en battant au 9e round Bobby Czyz.
Williams conserve 6 ans cette ceinture lors de 8 combats de championnats avant d'être à son tour battu par l'Allemand Henry Maske le 20 mars 1993. Il met un terme à sa carrière en 1996 sur un bilan de 37 victoires, 7 défaites et 3 matchs nuls.
Lors de ses 7 défenses mondiales, il rencontrera notamment le français Richard Caramanolis à Annecy le 10 juin 1988. Il remportera le match par arrêt de l'arbitre à la 11e reprise.

## Référence
1. ↑  (en) Bobby Czyz vs. Charles Williams I (boxrec.com)